# Peroxid draselný
Peroxid draselný (K2O2) je sloučenina draslíku a kyslíku ve formě peroxidového aniontu −O-O−. Získává se těmito způsoby:
- Okysličováním kovového draslíku čistým kyslíkem v amoniaku při - 30 °C:

2 K + O2 → K2O2
- rozkladem superoxidu draselného při 290 °C ve vakuu:

2 KO2 → K2O2 + O2
- reakcí peroxidu vodíku s hydroxidem draselným při 0 °C; vzniklý solvát se suší nad koncentrovanou kyselinou sírovou:

2 KOH + (n + 2) H2O2 → K2O2•n H2O2 + 2 H2O

## Vlastnosti
Čistý peroxid draselný je bílý krystalický prášek, který za přístupu atmosférického kyslíku pomalu žloutne (vzniká příměs žlutého superoxidu draselného):
K2O2 + O2 → 2 KO2
Peroxid draselný se stejně jako superoxid draselný a spolu s ním používá jako oxidační činidlo, jako pohlcovač oxidu uhličitého CO2 a vlhkosti, zároveň produkujícím kyslík v systémech obnovy vydýchaného vzduchu v uzavřeném koloběhu v kosmických lodích, ponorkách a podobně:
2 K2O2 + 2 CO2 → 2 K2CO3 + O2
Při zahřívání nad teplotu tání se rozkládá na oxid draselný a kyslík. Reaguje s vodou: při nižší teplotě na hydroxid draselný a peroxid vodíku, při vyšší teplotě na hydroxid draselný a kyslík. Průběh reakce s kyselinou také závisí na teplotě:
{\displaystyle {\mathsf {K_{2}O_{2}+2HCl\ {\xrightarrow {low\ \tau ^{o}C}}\ 2KCl+H_{2}O_{2}}}}
{\displaystyle {\mathsf {2K_{2}O_{2}+2H_{2}SO_{4}\ {\xrightarrow {\tau ^{o}C}}\ 2K_{2}SO_{4}+2H_{2}O+O_{2}\uparrow }}}